# Takashima Tomonosuke
Pour les articles homonymes, voir Takashima (homonymie).
Takashima Tomonosuke est un nom japonais traditionnel ; le nom de famille (ou le nom d'école), Takashima, précède donc le prénom (ou le nom d'artiste).
Le vicomte Takashima Tomonosuke (高島 鞆之助), né le 18 décembre 1844 dans le domaine de Satsuma au Japon et décédé à l'âge de 71 ans le 11 janvier 1916, est un général de l'armée impériale japonaise.

## Biographie
Issu d'un famille samouraï du domaine de Satsuma (actuelle préfecture de Kagoshima), Takashima étudie à l'école du domaine (Zoshikan). Il combattit pendant la guerre de Boshin (1867-68) dans le camp impérial. Il fut ensuite intégré à la toute nouvelle armée impériale japonaise en 1874. Il servit comme vice-chef du premier bureau du ministère de la Guerre, puis commandant de la Kyododan (école pour les officiers non commissionnés).
Durant la rébellion de Satsuma en 1877, il se battit contre ses anciens amis de Satsuma, et mena la 1re brigade d'infanterie. Takashima fut promu lieutenant-général en 1883.
En 1884, Takashima reçut le titre de vicomte (shishaku) selon le système de pairie du kazoku, et en 1887, il fut décoré de l'ordre du Soleil levant (1re classe).
En 1888, Takashima commanda la 4e division. En 1891, il devint ministre de la Guerre au sein du premier gouvernement de Masayoshi Matsukata.
Takashima fut nommé au Conseil privé en 1892. Il devint vice-gouverneur-général de Taïwan en 1895. Il retrouva son poste de ministre de la Guerre dans le deuxième gouvernement d'Itō Hirobumi puis dans le 2e gouvernement de Masayoshi Matsukata de 1896 à 1898, et fit encore partie du Conseil privé de 1899 à sa mort en 1916.